# Murder Mystery
Murder Mystery ist eine US-amerikanische Krimi-Komödie aus dem Jahr 2019 unter der Regie von Kyle Newacheck. Das Drehbuch stammt von James Vanderbilt, und die Besetzungsliste wird von Adam Sandler, Jennifer Aniston und Luke Evans angeführt.
Der Film erschien am 14. Juni 2019 auf Netflix.

## Handlung
NYPD-Officer Nick Spitz ist nach etlichen Dienstjahren zum Sergeant aufgestiegen, trägt aber immer noch Uniform, denn gerade hat ihm seine Prüfungsnervosität wieder einmal die Aufnahme in den Kripodienst vermasselt. Seine Frau Audrey ahnt davon allerdings nichts; die krimilesende Friseurin ist überzeugt, dass ihr Mann als Detective spannende Fälle bearbeitet. Aus schlechtem Gewissen spendiert Sparfuchs Nick endlich den seit 15 Jahren versprochenen Europaurlaub. Im Flugzeug lernt Audrey den Milliardär Charles Cavendish kennen, der das Paar zu einer Party auf seine Familienyacht einlädt, um die bevorstehende Hochzeit seines älteren Onkels Malcolm mit Charles’ ehemaliger Verlobter Suzi Nakamura zu feiern. Nach anfänglicher Skepsis nimmt das Ehepaar Spitz das Angebot an.
An Bord der Yacht treffen Nick und Audrey neben Suzi noch Tobey, den homosexuellen Sohn Malcolms, die Schauspielerin Grace Ballard, Colonel Ulenga, dessen Leibwächter Sergei, Maharadscha Vikram, den Rennfahrer Juan Carlos und später am Abend ihren Gastgeber Malcolm. Dieser kündigt an, dass er seine neue Frau Suzi zur Alleinerbin einsetzen wird, da er glaubt, dass die anderen nur wegen seines Geldes Interesse an ihm vortäuschen und nichts ohne sein Geld erreichen. Bevor er sein neues Testament unterschreiben kann, erlischt das Licht und er wird mit einem Dolch ermordet. Wenig später stirbt auch Tobey durch einen anscheinenden Selbstmord. Bei der Ankunft in Monte-Carlo werden die Gäste von Inspector de la Croix befragt; der Kettenraucher sieht in Nick und Audrey die Täter.
Beim Großen Preis von Monaco befragen Nick und Audrey die anderen Gäste. In der Nacht werden sie von Sergei  in sein Zimmer gerufen. Dort enthüllt er, dass Malcolm die Verlobte des Colonels geheiratet habe, während dieser im Koma lag. Die Frau und ihr Kind seien unter der Geburt gestorben. Sergei will ihnen gerade den Mörder offenbaren, als er durch die Türe erschossen wird. Nick und Audrey flüchten über den Fenstersims und sehen dabei den Colonel, den Maharadscha und Grace, die sie als Täter ausschließen können. Aus den  Nachrichten erfahren die beiden, dass de la Croix einen Haftbefehl gegen sie erlassen hat. Audrey ist wütend, als sie aus der Sendung erfährt, dass Nick nicht bei der Kripo, sondern im Streifendienst arbeitet. Enttäuscht zieht sie sich zurück und steigt zu Cavendish ins Auto, der mit ihr an den Comer See fährt.
Nick, der ebenfalls am Comer See ist, findet Suzi, die sich verdächtig verhält. Er folgt ihr in eine  Bibliothek, in der er Audrey wiedertrifft. Diese offenbart ihm, dass Cavendish ebenfalls im Gebäude ist. Sie erkennen, dass Cavendish und Suzi einander immer noch lieben und gemeinsam die Morde geplant haben.
Nick und Audrey müssen vor einem versteckten Schützen fliehen und treffen auf Carlos. Sie werden bald mit Suzi konfrontiert, die von einer maskierten Person mit einem Blaspfeil getötet wird. Nick und Carlos versuchen, den Mörder einzuholen, scheitern aber. Nick und Audrey gehen zu Quinces Villa, um Cavendish im Beisein der von ihnen alarmierten Polizei mit dem Mordvorwurf zu konfrontieren, finden ihn aber durch Vergiftung tot vor.
Das Paar ruft den herbeigeeilten de la Croix und die verbleibenden Gäste in der Villa zusammen. Dort können Nick und Audrey Grace als Mörderin entlarven: Sie überzeugte Tobey, seinen Vater zu töten, bevor sie ihn tötete. Sie gibt zu, dass Malcolm ihr Vater ist, da sie das Kind war, welches angeblich gestorben war. Somit sei sie die einzig rechtmäßige Erbin. Grace versucht zu fliehen, wird jedoch durch einen treffsicheren Schuss des sonst sehr schlechten Schützen Nick aufgehalten. Beim Feiern erfahren Nick und Audrey, dass Grace ein Alibi für den Mord an Sergei hat und es noch einen anderen Täter geben muss. Sie erkennen, dass Carlos der zweite Mörder ist. Dieser macht Malcom für einen Unfall seines Vaters verantwortlich, bei dem dieser beide Beine verloren hat. Nach einer Verfolgungsjagd, bei der Nick und Audrey Carlos in einem Ferrari verfolgen, wird dieser von dem Tourbus überfahren, den die Spitzes ursprünglich gebucht hatten.
De la Croix bedankt sich bei dem Paar und kündigt an, Nicks Kripoambitionen durch einen positiven Bericht an seine Vorgesetzten in New York zu unterstützen. Auf Einladung von Interpol können Nick und Audrey ihren Urlaub an Bord des luxuriösen Orient Express fortsetzen.

## Besetzung und Synchronisation
Die deutsche Synchronisation des Filmes erfolgte bei der Film- & Fernseh-Synchron.
| Schauspieler          | Rolle                                                           | Synchronisation       |
| --------------------- | --------------------------------------------------------------- | --------------------- |
| Adam Sandler          | Nick Spitz, NYPD-Officer und Audreys Ehemann                    | Dietmar Wunder        |
| Jennifer Aniston      | Audrey Spitz, Friseurin, Kriminalromanleserin und Nicks Ehefrau | Ulrike Stürzbecher    |
| Luke Evans            | Charles Cavendish, Viscount                                     | Sascha Rotermund      |
| Terence Stamp         | Malcolm Quince, alter Milliardär                                | Reinhard Kuhnert      |
| Gemma Arterton        | Grace Ballard, Schauspielerin                                   | Maria Koschny         |
| David Walliams        | Tobey Quince                                                    | Thomas Nero Wolff     |
| Luis Gerardo Méndez   | Juan Carlos Rivera                                              | Daniel Montoya        |
| Dany Boon             | Inspektor Laurent Delacroix                                     | Patrice Luc Doumeyrou |
| John Kani             | Colonel Ulenga                                                  | Michael Ojake         |
| Shioli Kutsuna        | Suzi Nakamura                                                   | Janin Stenzel         |
| Adeel Akhtar          | Maharajah Vikram Govindan                                       | Asad Schwarz          |
| Ólafur Darri Ólafsson | Sergei Radjenko                                                 | Mark Schmal           |
| Erik Griffin          | Jimmy                                                           | Dirk Bublies          |
| Jackie Sandler        | Flugbegleiterin                                                 | Jana Kozewa           |

## Produktion
Im Juni 2012 wurde berichtet, Charlize Theron habe einen Vertrag für eine Mystery-Komödie namens Murder Mystery unterschrieben, die unter der Regie von John Madden und mit einem Drehbuch von James Vanderbilt realisiert werde. Zuvor war der Film von Walt Disney Studios mit Kevin Macdonald als Regisseur geplant gewesen. Im April 2013 wurden Colin Firth, Adam Sandler und Emily Blunt als erste Besetzung bekannt gegeben. Später wurde sowohl durch Blunts als auch Firths Management bestritten, die beiden im Projekt vorgesehen zu haben. Einige Monate später, im September 2013, wurde berichtet, dass sowohl Madden als auch Charlize Theron das Projekt wieder verlassen würden. Als neue Regisseurin war Anne Fletcher vorgesehen.
Im März 2018 wurde veröffentlicht, dass die zweite Hauptrolle neben Sandler von Jennifer Aniston gespielt werde. Die beiden hatten zuvor schon 2011 in Meine erfundene Frau gemeinsam vor der Kamera gestanden. Regie führt Kyle Newacheck und der Film werde vorerst nur auf Netflix veröffentlicht. Im Juni 2018 wurden Luke Evans, Gemma Arterton, David Walliams, Erik Griffin, John Kani, Shioli Kutsuna, Luis Gerardo Mendez, Adeel Akhtar, Ólafur Darri Ólafsson, Dany Boon und Terence Stamp als weitere mitwirkende Schauspieler bekannt gegeben.
Die Dreharbeiten für den Film begannen am 14. Juni 2018 in Montréal. Ende Juli 2018 wurden die Dreharbeiten in Italien weitergeführt, unter anderem in Santa Margherita Ligure, am Comer See und in Mailand.

## Veröffentlichung
Der erste Trailer zum Film wurde am 26. April 2019 veröffentlicht, mit Taylor Swifts Song Look What You Made Me Do als Soundtrack. Der Film erschien am 14. Juni 2019.

## Fortsetzung
Im März 2023 erschien mit Murder Mystery 2 eine Fortsetzung, in der Sandler und Aniston erneut die Hauptrollen übernahmen.